# Йоганнес Бахманн
Йоганнес Бахманн (нім. Johannes Bachmann; 22 березня 1890, Вердау — 2 квітня 1945, Варбург) — німецький військово-морський діяч, адмірал крігсмаріне (1 вересня 1942). Кавалер Німецького хреста в сріблі.

## Біографія
1 квітня 1909 року вступив у ВМФ кадетом. В 1911 році закінчив військово-морське училище зі спеціальним курсом.
Учасник Першої світової війни, з 15 січня 1914 року — командир екіпажу і вахтовий офіцер на міноносцях 2-ї дивізії. З жовтня 1917 року командував міноносцями, а в 1919 році — ротою в 16-й піхотній бригаді рейхсверу.
З 21 серпня 1919 по 3 листопада 1920 року — командир роти батальйону берегової оборони «Куксгафен», з 8 вересня 1921 року — ад'ютант командувача в Куксгафені. З 4 жовтня 1923 року — артилерійський офіцер крейсера «Гамбург», з 4 жовтня 1925 — 2-й офіцер Адмірал-штабу в штабі військово-морської станції «Північне море». З 27 вересня 1928 року — навігаційний офіцер крейсера «Німф», з 17 квітня 1929 року — командир кадру екіпажу, з 6 листопада 1929 по 31 березня 1931 року — 1-й офіцер крейсера «Карлсруе». З 22 вересня 1931 року — радник Департаменту морської оборони Морського управління. 29 вересня 1933 року призначений директором Імперської морської служби (з 3 липня 1935 року — Морської служби) в Кенігсберзі. З 21 вересня 1935 року — командир легкого крейсера «Емден». 26 серпня 1936 року призначений начальником штабу військово-морської станції «Північне море». Брав участь в підготовці операцій флоту в Польській кампанії і під час операцій проти Данії і Норвегії.
З 21 серпня 1940 року — командувач береговою обороною Східної Фрісландії, з 14 листопада 1941 року — в Німецькій бухті. 22 червня 1942 року знятий з посади і переведений в резерв ОКМ, проте вже 8 серпня 1942 року призначений командувачем ВМС в Західній Франції. З 1 лютого 1943 року — командувач-адмірал на Атлантичному узбережжі. 6 березня 1943 року переведений в розпорядження Карла Деніца, 31 травня 1943 року звільнений у відставку.
Загинув внаслідок бойових дій.

## Звання
- Морський кадет (1 квітня 1909)
- Фенріх-цур-зее (12 квітня 1910)
- Лейтенант-цур-зее (19 вересня 1912)
- Обер-лейтенант-цур-зее (2 травня 1915)
- Капітан-лейтенант (21 січня 1920)
- Корветтен-капітан (1 січня 1928)
- Фрегаттен-капітан (1 квітня 1933)
- Капітан-цур-зее (1 квітня 1935)
- Контр-адмірал (1 квітня 1939)
- Віце-адмірал (1 квітня 1941)
- Адмірал (1 вересня 1942)

## Нагороди
- Залізний хрест 2-го і 1-го класу
- Орден Альберта (Саксонія), лицарський хрест 2-го класу з мечами
- Морський нагрудний знак «За поранення» в чорному
- Почесний хрест ветерана війни з мечами (9 жовтня 1934)
- Медаль «За вислугу років у Вермахті» 4-го, 3-го, 2-го і 1-го класу (25 років) (2 жовтня 1936) — отримав 4 медалі одночасно.
- Застібка до Залізного хреста 2-го і 1-го класу
- Хрест Воєнних заслуг 2-го і 1-го класу з мечами
- Нагрудний знак морської артилерії
- Німецький хрест в сріблі (5 березня 1943)